# 임호경 (배우)
임호경은 작가, 배우로 활동 중인 예술작업자이다. 
2022년, 시집 <강릉호詩절>을 출간하였다. 영화 <ACT OF LIFE>를 연출하였다.

## 학력
- 한국예술종합학교 영상원, 연극원 연기과 부전공 졸업
- KAIST 한국과학기술원 문화기술대학원 석사과정 졸업
- KAIST 한국과학기술원 문화기술대학원 박사과정 수료

## 작품 활동

### 영화 - 배우[3]
- 2019년 《테우리》 이난 감독, 김선생(김영우) 역, 전주국제영화제 초청
- 2018년 《우상》 이수진 감독, 정류장 귀 뜯기는 순경 역, 제69회 베를린 국제영화제 파노라마 섹션 부문
- 2018년 《나는보리》 김진유 감독, 의사 역, 제23회 부산국제영화제 한국영화감독조합상(DGK Award)
- 2017년 《커피 느와르: 블랙 브라운》 장현상 감독, 솔이 역, 부천국제판타스틱영화제 초청
- 2016년 《홈런》 은종훈 감독, 서울국제초단편영화제 관객상 수상
- 2014년 《방문》 서형원 감독, 제19회 부산국제영화제 와이드앵글 초청
- 2013년 《울게 하소서》 주연 형규 역 - 제66회 칸 영화제 비평가주간 초청[4]

### 방송
- 2023년 MBC FM4U강원 오후의 발견 코너 '임호경의 호시탐탐 작업실'
- 2015년 SBS 《심야식당》 후배 역

### 공연
- 2022년 《둘, 셋 산책》, 신촌극장
- 2021년 《어떤 시인 제주》, 돌문화공원 오백장군 갤러리
- 2020년 《다크 둠 허니》, 신촌극장
- 2009년 《마라, 사드》, 환자 역, 아르코예술극장 소극장
- 2009년 《하녀들》, 마담 역, 제1회 정보연극전, 대학로 정보소극장
- 2008년 《철로》, 1인 다역, 서울연극제, 아르코예술극장 소극장[5]

### 영화 - 연출
- 2022년 《배우 임도현이 해를 기다리는 방법》, 제6회 햇시네마페스티벌 초청, 대구단편영화제, 춘천영화제, 제49회 서울독립영화제 로컬시네마 초청
- 2009년 《ACT OF LIFE》, 제35회 서울독립영화제 초청, Nemaf, 인디다큐페스티발 초청

### 전시
- 2023년 GIAF23 강릉국제아트페스티벌 《서유록》, 강릉시립미술관, 강릉
- 2022년 단체전 쿤스트카비넷 《FRÜHLING 다시, 봄》, 17717 갤러리, 서울
- 2022년 개인전 《밝은 동굴_Grotta Luminosa》, 함와로 566-27, 제주
- 2021년 단체전 《Borders : Visible/Invisible》, 김포, 글렌데일, 미국
- 2021년 단체전 《춘래불사춘》, Artlab Wasan, 제주
- 2020년 개인전 《SEOUL 천사의 詩》, 17717 갤러리, 서울

### 시집
- 2022년 시집 〈강릉호詩절〉